# Nyakarembe
Nyakarembe är ett vattendrag i Burundi.   Det ligger i provinsen Cankuzo, i den östra delen av landet, 140 km öster om huvudstaden Bujumbura.
Omgivningarna runt Nyakarembe är en mosaik av jordbruksmark och naturlig växtlighet. Runt Nyakarembe är det ganska tätbefolkat, med 67 invånare per kvadratkilometer.